# Samuel Münchow
Samuel Münchow (31. marts 1893 i Flensborg–22. september 1976) var en dansksindet sydslesvigsk politiker; dels byrådspolitiker i Flensborg, dels landdagsmand for SSW i den slesvig-holstenske landdag i Kiel.

## Erhverv
Samuel Münchow gik i skole i Flensborg, hvor han efter skolegangen afsluttede uddannelsen som smedesvend i 1910. Efter 23 år som svend aflagde han mesterprøve i 1933 og havde egen virksomhed 1937-1950. 

## Politiker i SSW
Efter 2. verdenskrig var Münchow med til at grundlægge Sydslesvigsk Vælgerforening, SSW, som han midlertidigt var formand for i løbet af 1949. Han hørte til dem, der ønskede Danmark til Ejderen.
Fra 1924–1933 og igen efter 1945 sad Münchow i byrådet i Flensborg. Fra 1946–1958 var han landdagsmand og fra 1947–1954 og 1958–1962 gruppeformand for SSW i landdagen.

## Sydslesvigsk Forening
Münchow kæmpede for danskhedens sag i Sydslesvig allerede inden genforeningen i 1920, og i 1923 kom han i bestyrelsen for SSF, den kulturelle danske forening, og 1945-46 var han foreningens formand. Han var for sine fortjenester i danskhedens sag den første modtager af SSF's guldnål, der blev indstiftet som hædersbevisning i 1965.

## Privat
Münchow var gift og havde tre børn. Familien var bosat i Flensborg.

## Link
- Anegalleri: Landdagsmedlemmer 1946-2000 Arkiveret 10. maj 2012 hos  Wayback Machine med portræt og kort biografi